# IC 3559
IC 3559 ist eine linsenförmige Galaxie vom Hubble-Typ S0 im Sternbild Coma Berenices am Nordsternhimmel. Sie ist schätzungsweise 420 Millionen Lichtjahre von der Milchstraße entfernt und hat einen Durchmesser von etwa 75.000 Lichtjahren.
Im selben Himmelsareal befinden sich u. a. die Galaxien NGC 4558, NGC 4563, IC 3556, IC 3560.
Das Objekt wurde am 23. März 1903 von Max Wolf entdeckt.